# Châtillon, Hauts-de-Seine
För kommunen i Schweiz, se Châtillon, Schweiz.
Châtillon är en kommun i departementet Hauts-de-Seine i regionen Île-de-France i norra Frankrike. Kommunen ligger i kantonen Châtillon som tillhör arrondissementet Antony. År 2022 hade Châtillon 36 224 invånare.

## Befolkningsutveckling
Antalet invånare i kommunen Châtillon
| Referens: INSEE |